# سانسیز

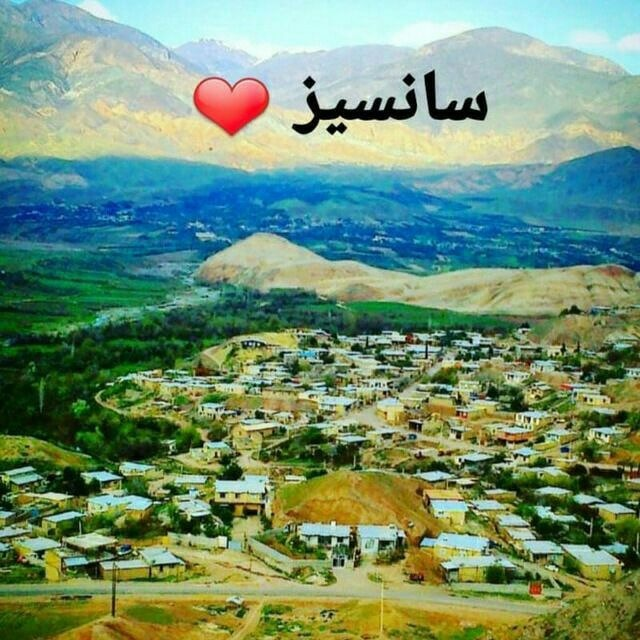
نمایی بسیارزیباازروستای سانسیز

سانسیز یک روستا در ایران است که در استان زنجان، شهرستان طارم و دهستان دستجرده واقع شده‌است. سانسیز ۸۹۳ نفر جمعیت دارد.